# San Macuto
San Macuto är en kyrkobyggnad i Rom, helgad åt den helige Malo. Kyrkan är belägen vid Piazza di San Macuto i Rione Colonna och tillhör församlingen Santa Maria in Aquiro.

## Kyrkans namn
Kyrkan är helgad åt den helige Malo (omkring 520–612), som var biskop av Aletum och räknas till de sju helgon, vilka grundade Bretagne. Malo är även känd under namnet Mac'h Low, vilket blev Maclovius eller Machutus på latin och Macuto på italienska. 

## Kyrkans historia
Den tidigaste kyrkan på denna plats uppfördes på 1100-talet. Den omnämns i Catalogo di Cencio Camerario, en förteckning över Roms kyrkor sammanställd av Cencio Savelli år 1192 och bär där namnet sco. Maguto.
Därtill förekommer kyrkan i Il catalogo Parigino (cirka 1230) som s. Magutus, i Il catalogo di Torino (cirka 1320) som Ecclesia sancti Maguti och i Il catalogo del Signorili (cirka 1425) som sci. Magoti.
År 1279 överläts kyrkans administration åt dominikanerna vid Santa Maria sopra Minerva. Påve Leo X (1513–1521) ställde San Macuto under Vatikankapitlet. År 1538 överläts kyrkan åt Bergamaschi, personer från Bergamo, vilka hade bosatt sig i Rom. Bergamaschi lät 1577–1579 bygga om kyrkan med en fasad av Francesco da Volterra. Fasaden kröns, förutom av ett kors, av fem obelisker. I fasadens övervåning återfinns ett elegant serliana-motiv.
Jesuitorden införskaffade 1605 det intilliggande Palazzo Gabrielli-Borromeo och övertog 1729 kyrkan. År 1773 förbjöds dock orden och byggnadskomplexet överläts åt välgörenhetsinstitutionen Monte di Pietà. År 1814 återupprättades Jesuitorden och tio år senare fick man kyrkan och palatset åter.
Högaltaret har Michelangelo Cerrutis målning Jungfru Maria uppenbarar sig för den helige Malo. I målningens bakgrund skymtar staden Saint-Malo. Cerruti har även utfört målningarna ovanför de bägge sidoaltarna: till höger Den helige Josefs förhärligande och till vänster De heliga Johannes Nepomuk och Aloysius Gonzaga inför Jesu heliga Hjärta.

## Bilder
| - San Macuto (nummer 323) på Giovanni Battista Nollis karta över Rom från år 1748. - San Macuto (här benämnd S. Maut.) och dess omgivningar på Antonio Tempestas perspektivkarta över Rom från år 1593. 1) San Macuto 2) Obelisken på Piazza di San Macuto, sedan år 1711 på Piazza della Rotonda 3) Sant'Ignazio 4) San Marcello al Corso 5) Santa Maria in Via Lata 6) Santa Maria Rotonda 7) Santa Maria sopra Minerva |